# IC 2116
IC 2116 је појединачна звијезда у сазвјежђу Златна риба која се налази на листи објеката дубоког неба у Индекс каталогу.
Деклинација објекта је - 66° 23' 21" а ректасцензија 4h 57m 16,0s.